# Yangsa-myeon
Yangsa-myeon (koreanska: 양사면) är en socken i landskommunen Ganghwa-gun i provinsen Incheon,  60 km nordväst om huvudstaden Seoul. Yangsa-myeon ligger på den nordligaste delen av ön Ganghwado vid Hanflodens mynning. På andra sidan Hanfloden ligger Nordkorea.